# Caledonisia theophane
Caledonisia theophane är en insektsart som först beskrevs av Ronald Gordon Fennah 1969.  Caledonisia theophane ingår i släktet Caledonisia och familjen Meenoplidae. Inga underarter finns listade i Catalogue of Life.